# Interfrange
En optique ondulatoire, l'interfrange est la distance séparant deux franges successives d'ordre différent de 1 dans une zone de l'espace où il y a des interférences. On note usuellement l'interfrange par la lettre i.

## Calcul de l'interfrange

### Méthode
Pour calculer l'interfrange i, il faut connaitre la différence de marche {\displaystyle \delta (M)} (en fonction du point M observé).
Dans le cas où {\displaystyle \delta (M)} ne dépend que d'un paramètre de position de M (par exemple x, l'abscisse de M), i représente la variation {\displaystyle \Delta x} de x lorsque {\displaystyle \delta (M)} varie de {\displaystyle \lambda _{0}} (où {\displaystyle \lambda _{0}} est la longueur d'onde dans le vide de la source).

### Exemple
Pour le dispositif des fentes de Young.
On note :
- b : la distance séparant les deux fentes.
- D : la distance entre le dispositif des trous et l'écran où on observe les interférences.
- x : l'ordonnée du point M dans un repère de l'écran.

Alors, par un calcul géométrique non détaillé ici, on a : {\displaystyle \delta (M)={\frac {bx}{D}}}.
Lorsque {\displaystyle \delta (M)} varie de {\displaystyle \lambda }, x varie de i. Donc : {\displaystyle \lambda ={\frac {bi}{D}}}. Et donc, on peut isoler i : on obtient {\displaystyle i={\frac {\lambda D}{b}}}.